# Константий II (патриарх Константинопольский)
Патриа́рх Конста́нтий II (греч. Πατριάρχης Κωνστάντιος Β΄; 1789, Османская империя — 1859, Мега Пеума, Османская империя) — Константинопольский патриарх, занимавший престол с 1834 по 1835 годы.

## Биография
Родился в 1789 году в Османской империи. Не получил какого-либо специального образования.
В 1812—1827 годы был епископом Кюстендильским.
В 1827 году занял митрополичию кафедру в Тырново, но, как отмечают исследователи, получил её незаконно и, по определению Священного Синода Константинопольского патриархата, в 1834 году должен был её покинуть.
В 1834 году путём подкупа и интриг занял Константинопольскую кафедру, но на следующий год был с неё удалён и сослан в Мега Пеума на Босфоре, где и скончался в 1859 году.
Похоронен во дворе церкви Святых Бесплотных Сил (Святы́х Арха́нгелов) в Арнавуткёй.